# Rudolf Svoboda (sochař)
Rudolf Svoboda (24. listopadu 1924 Veľké Rovné – 11. října 1994 Praha) byl český akademický sochař, restaurátor, medailér a pedagog.

## Život

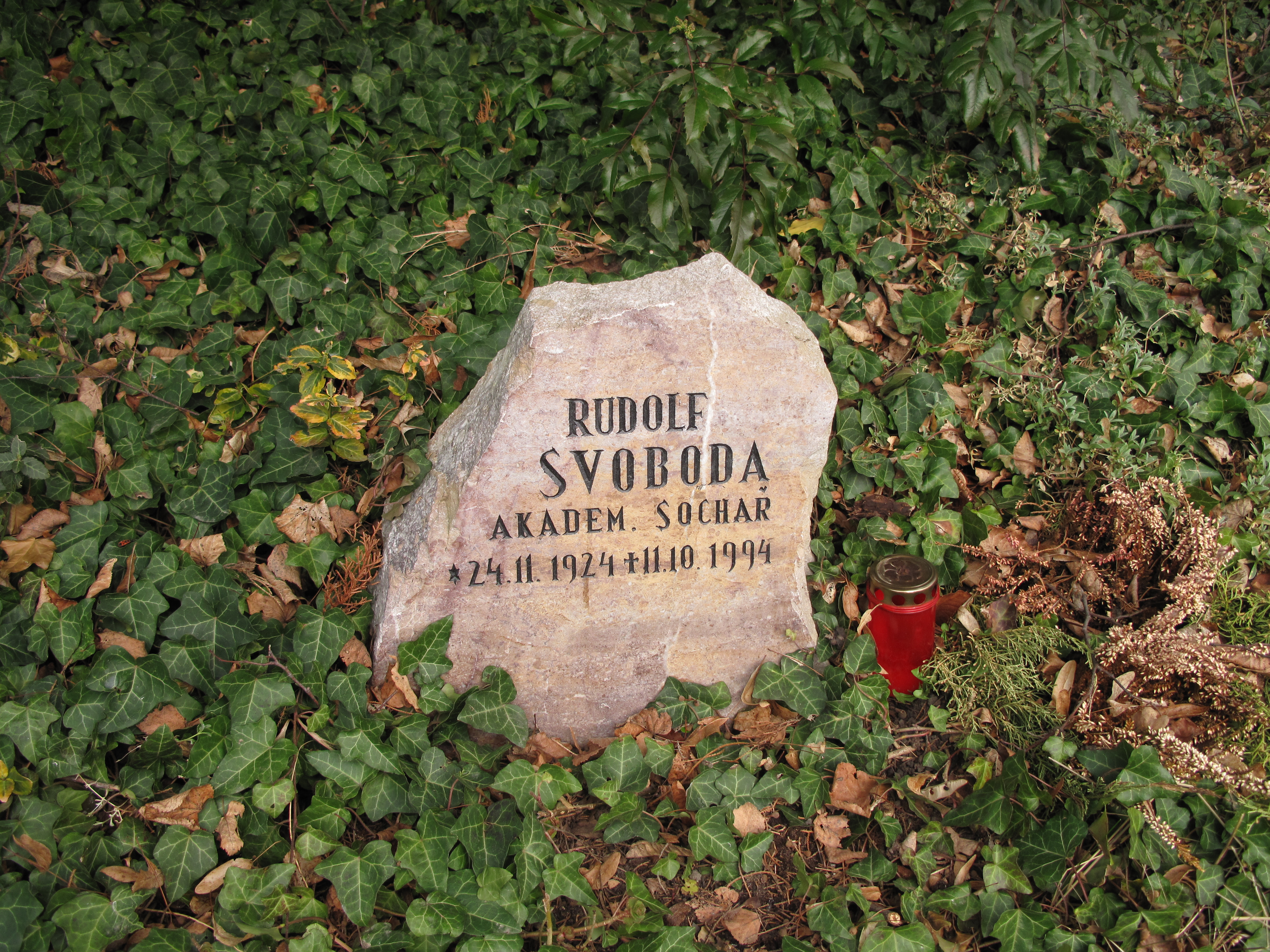
Pamětní kámen nad vsypem na vsypové loučce zbraslavského hřbitova

Narodil se ve Veľkém Rovném v okrese Bytča. V letech 1946–1951 studoval v Praze na Akademii výtvarných umění u Karla Pokorného, tam krátce působil i jako asistent.
Od poloviny padesátých let se věnoval samostatné tvorbě. Vytvořil řadu děl včetně monumentálních soch do veřejného prostoru – Fénix, Ikaros, Harlekýn, Návrat z kosmu pro Ústřední telekomunikační budovu v Praze, pomník Osvobození v Liberci, Květ pro nemocnici v Mostě, sousoší Práce / Nový věk před Vysokou školou báňskou v Ostravě-Porubě (1972), plastiku Nový věk ve Frýdku-Místku (1981), hodiny před stanicí metra Sokolovská (dnes Florenc, 1985), Pohyb hmoty (1985) nebo Fontána (1989).
V roce 1988 mu byl udělen titul národní umělec.

## Další informace
Sousoší Práce je součástí expozic Univerzitního muzea VŠB – Technické univerzity Ostrava.

## Galerie

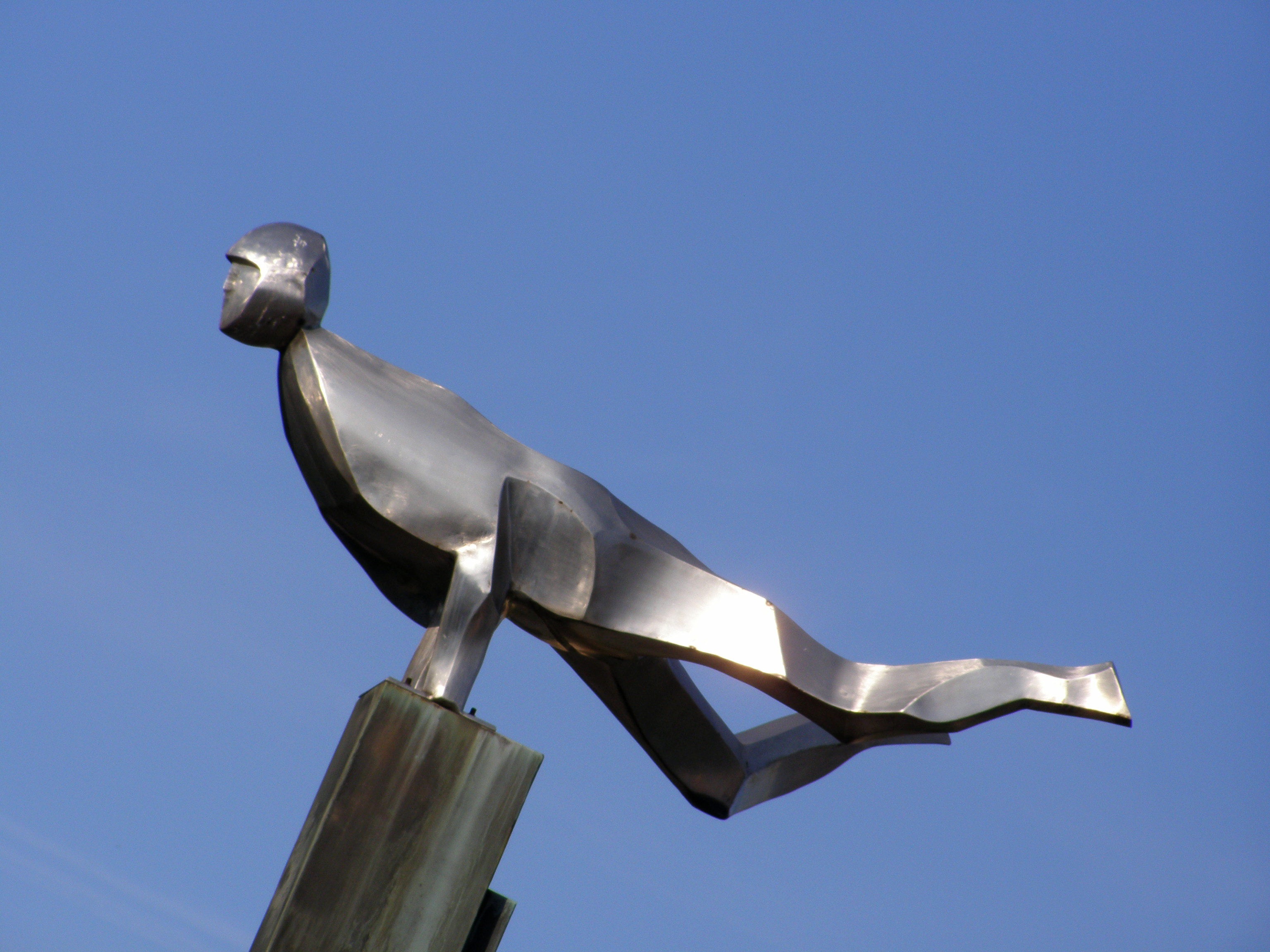
Plastika Nový věk/doba, Frýdek-Místek, 1981
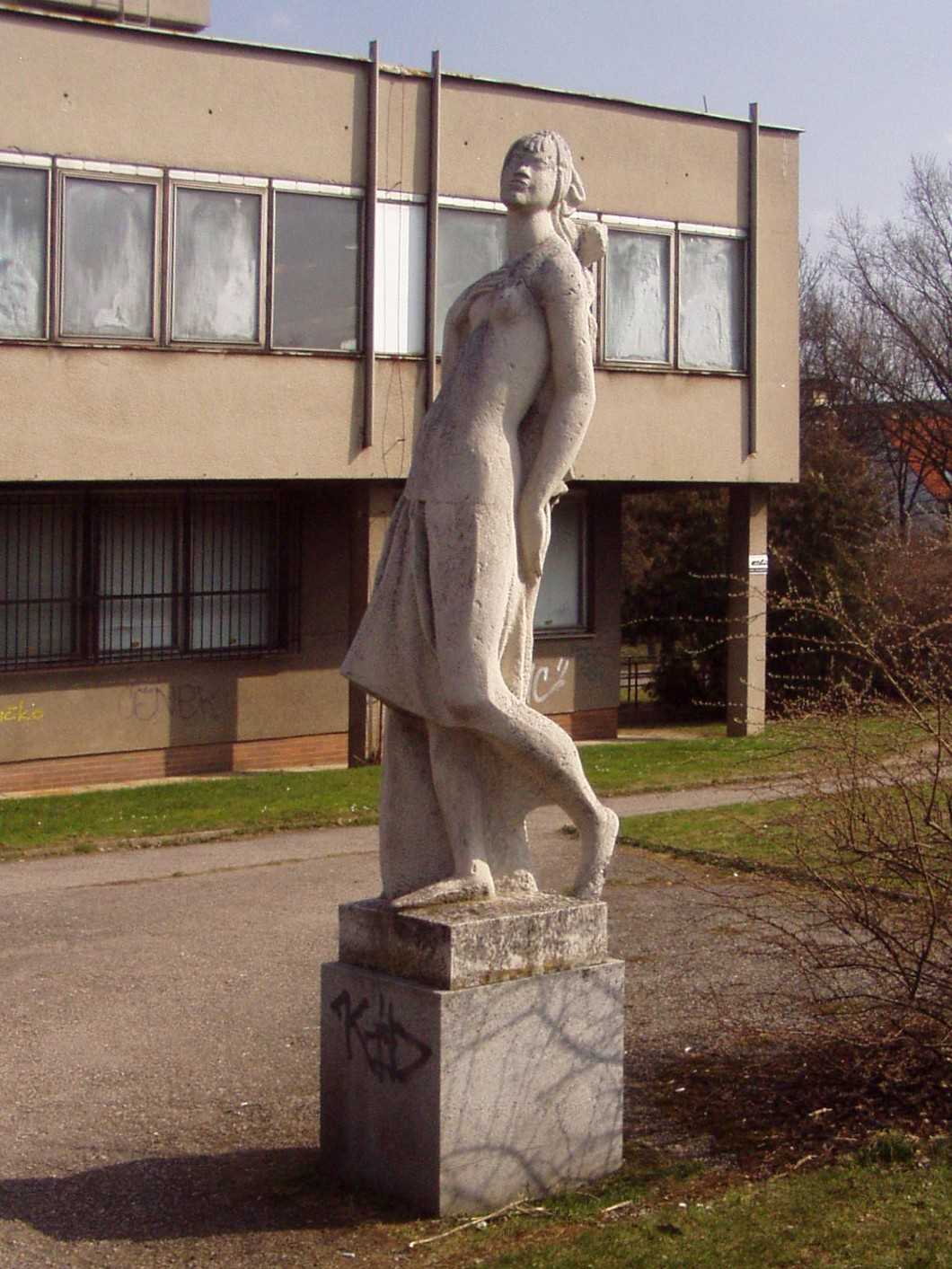
Socha v Ankarské ulici, Praha
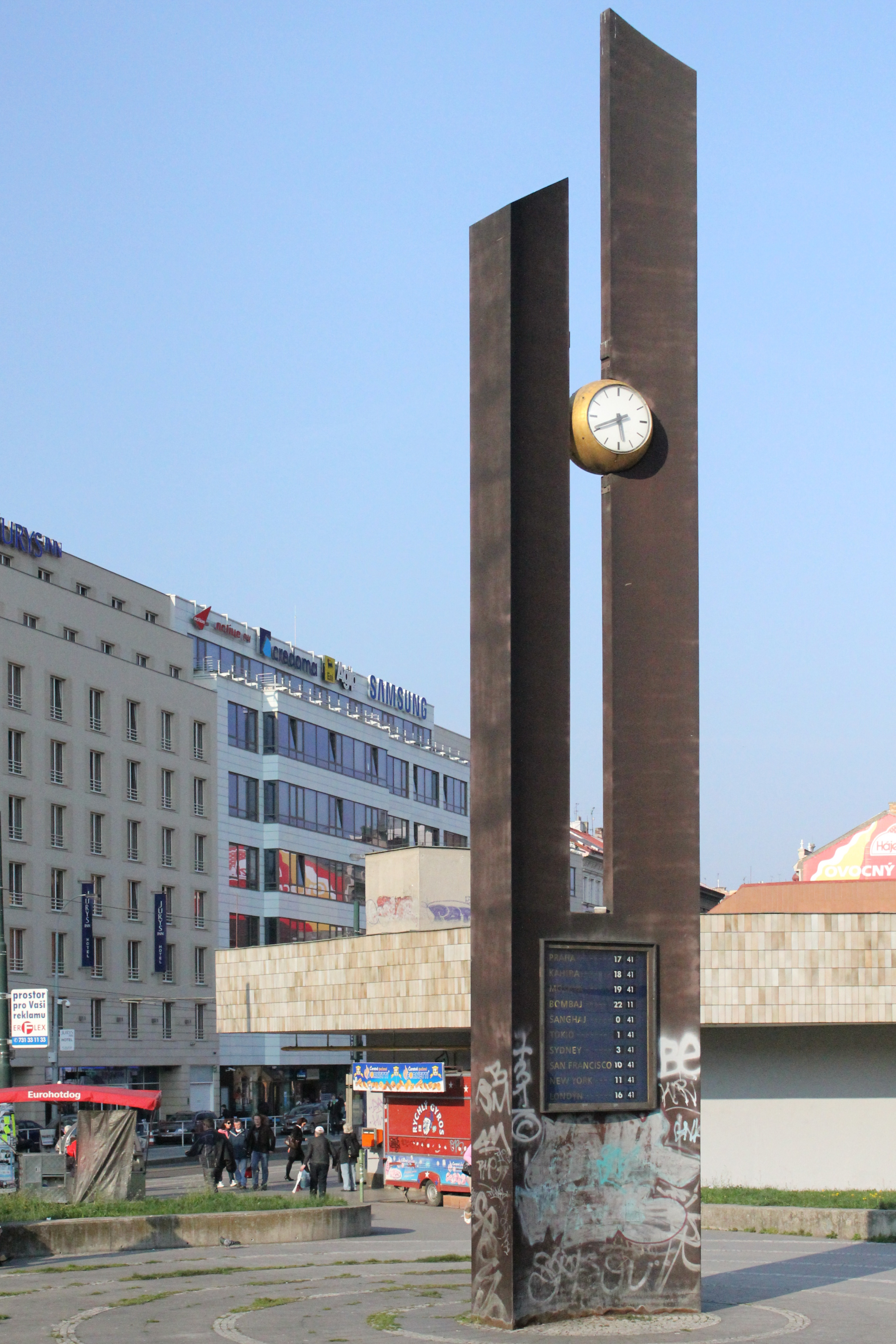
Hodiny před stanicí metra Florenc, 1985
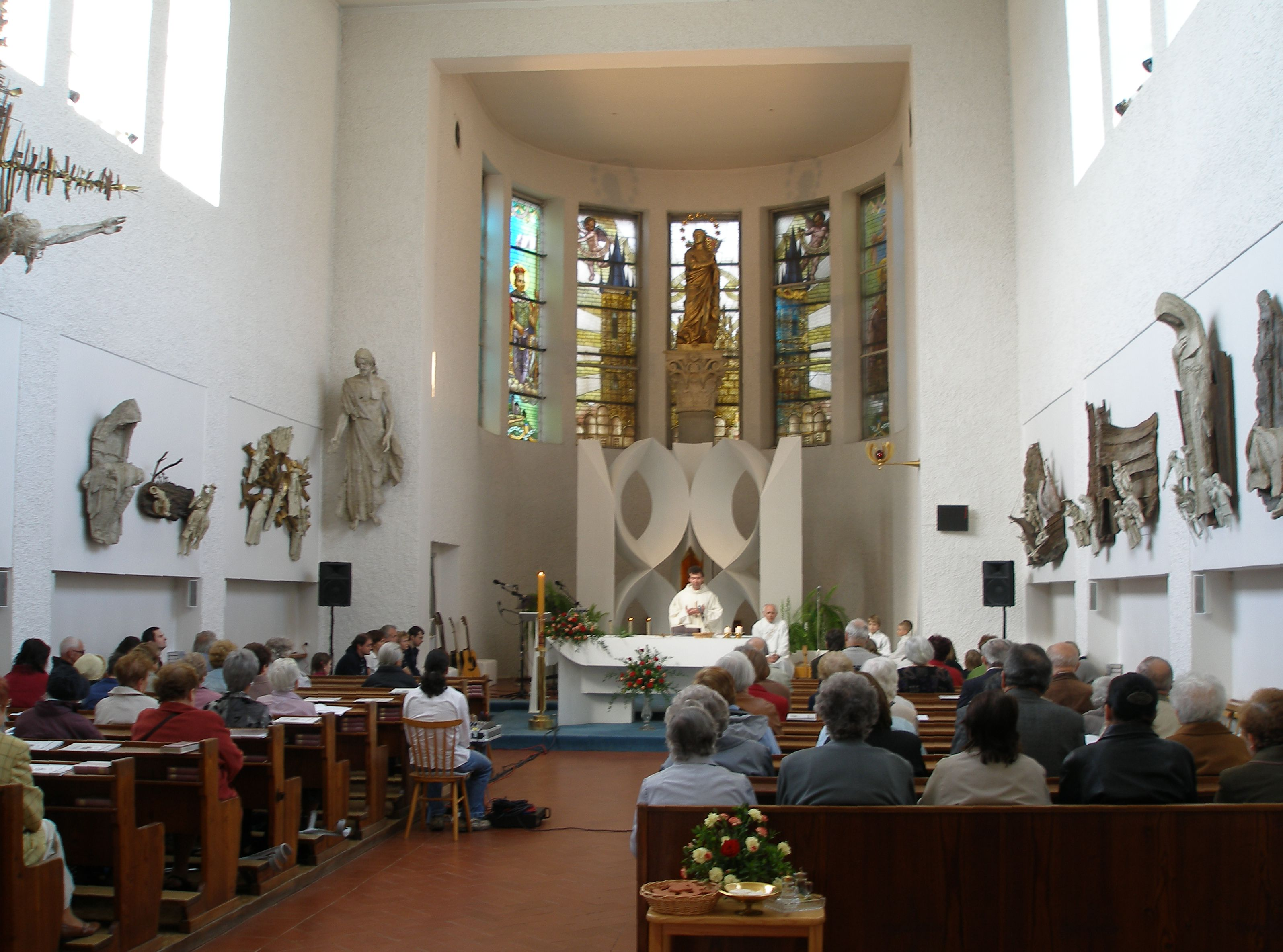
Výzdoba interiéru kostela Panny Marie Královny míru v Praze 4-Lhotce
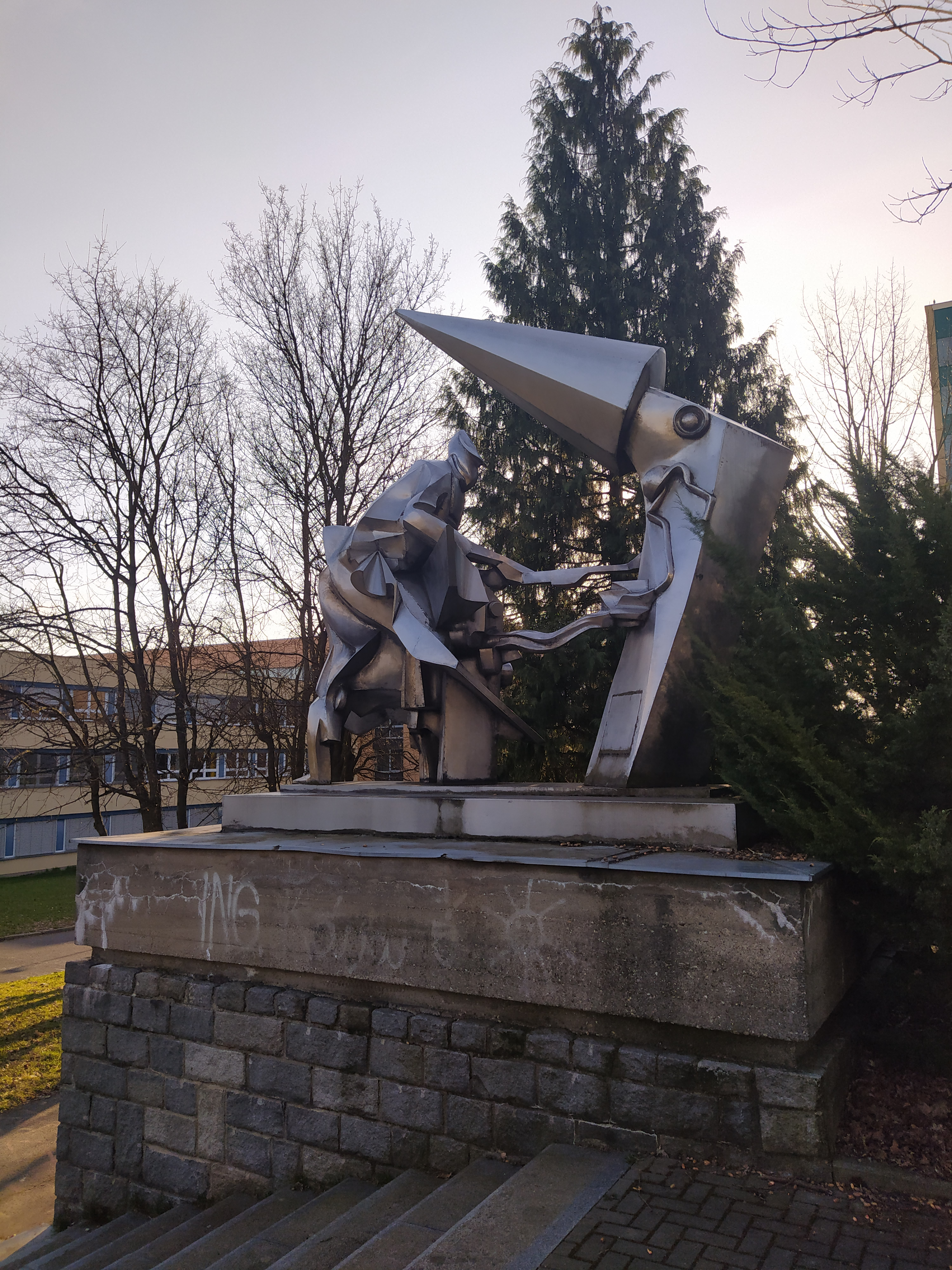
Práce, VŠB – Technická univerzita Ostrava, Ostrava-Poruba

## Samostatné výstavy
- 1965 – Černá louka, Ostrava (spolu s Josefem Pecou)
- 1966 – Zámek Klenová, Klenová (spolu s Karlem Valterem)
- 1973 – Dům umění, Olomouc
- 1973 – Galerie Jaroslava Krále, Brno
- 1975 – Galerie výtvarného umění v Chebu, Cheb
- 1977 – Nová síň, Praha
- 1987 – Atrium, Praha
- 1987 – Bratislava
- 1989 – Středočeská galerie, Praha